# Municipalità regionale della contea di Maskinongé
La municipalità regionale di contea di Maskinongé è una municipalità regionale di contea del Canada, localizzata nella provincia del Québec, nella regione di Mauricie.
Il suo capoluogo è Louiseville.

## Suddivisioni
City
- Louiseville

Municipalità
- Charette
- Maskinongé
- Saint-Boniface
- Saint-Édouard-de-Maskinongé
- Saint-Élie-de-Caxton
- Saint-Justin
- Saint-Mathieu-du-Parc
- Saint-Paulin
- Sainte-Angèle-de-Prémont
- Yamachiche

Parrocchie
- Saint-Alexis-des-Monts
- Saint-Barnabé
- Saint-Étienne-des-Grès
- Saint-Léon-le-Grand
- Saint-Sévère
- Sainte-Ursule